# Pau Bosch i Pi
Pau Bosch i Pi (o Pau Pere de noms de fonts) (1759 - Terrassa, 6 de desembre del 1831), fou sacerdot, mestre de capella i organista de la vila de Terrassa.

## Biografia
Bosch es va formar a l'Escolania de Montserrat, probablement amb Narcís Casanoves i Bertran, i potser també fou deixeble de Francesc Ramoneda i Busquets. Durant els anys 1799 i 1801 fou el mestre organista de la Basílica del Sant Esperit de Terrassa i, uns pocs anys després, va exercir el magisteri de la mateixa entre 1819 i 1831, aproximadament. Saldoni el va reconéixer com un dels millors organistes i mestres de capella de la vila de Terrassa. Segons Gaietà Cornet i Más, alguns investigadors relacionen els registres històrics del compositor Pere Bosch amb el propi Pau Bosch i Pi, concluent que probablement són el mateix compositor.

## Obres
Es conserven obres seves a l'Arxiu del Monestir de Montserrat i al fons musical de la catedral-basílica del Sant Esperit de Terrassa (TerC). A aquest últim es conserva una obra de música orquestral classificada com a marxa, de la qual s'emmagatzemen dos exemplars del tercer i de l'últim quart del segle XIX, tot i que l'obra original es degué perdre.
- Marcha ó verso de Sacramento, per a orquestra[5]

En canvi, al Monestir de Montserrat, es conserven dues obres: un Ofertori i una Sonata.